# 마쓰다이라 이에히로 (가타노하라 마쓰다이라 가)
마쓰다이라 이에히로(일본어: 松平家広, 생년 미상 ~ 1571년 4월 3일)는 센고쿠 시대에 활약한 무장으로, 가타하라 마쓰다이라 가의 4대 당주이며, 미카와국의 가타하라 성(形原城, 가마고리시 가타하라 정 히가시코 성東古城)의 성주이다. 아명은 사타로(佐太郎).
아버지는 3대 당주인 마쓰다이라 지카타다이며, 오다이노가타(於大の方)와는 남매지간이다. 처 오조노가타(於丈の方 또는 於上の方)와의 사이에서 5대 당주가 되는 마쓰다이라 이에타다를 얻었다.
아버지 지카타다는 마쓰다이라 기요야스를 따랐지만, 1535년(덴분 4년)에 기요야스가 살해당한 후, 1540년(덴분 9년)에 오다 노부히데의 안쇼 성(安祥城, 안조시安城市 안조 정 아카쓰카赤塚) 공격과 1542년(덴분 11년)의 아즈키자카 전투(小豆坂の戦い) 즈음의 동향은 확실하지 않다. 처가인 미즈노 씨(水野氏)가 이마가와 씨(今川氏)에게서 이반해 오다씨에게 접근하자, 주군 히로타다와 함께 처와 연을 끊었다. 이후 오케하자마 전투를 거쳐, 1562년(에이로쿠 5년) 오다 씨와 마쓰다이라씨가 화목한 후에 이마가와 씨와 적대하게 되었다.
딸은 이시카와 가즈마사(川数正)의 처가 되었다.
묘소는 아이치현 가마고리 시 니시우라 정(西浦町) 기타반바(北馬場)의 고추지(光忠寺). 법명은 원충원전인예효정도백(元忠院殿仁誉孝呈道伯).
| 전임 마쓰다이라 지카타다 | 제4대 가타노하라 마쓰다이라 가 당주 | 후임 마쓰다이라 이에타다 |